# کنیژنیتسه
کنیژنیتسه (به چکی: Kněžnice) یک منطقهٔ مسکونی در جمهوری چک است که در شهرستان ییچین واقع شده‌است. کنیژنیتسه ۶٬۶۸ کیلومتر مربع مساحت و ۲۵۴ نفر جمعیت دارد.